# Juan Manuel Tellategui
Juan Manuel Tellategui (Zárate, Buenos Aires, 24 de novembro de 1980) é um ator argentino de cinema, teatro e televisão, que atualmente vive em São Paulo, Brasil. É licenciado com graduação em Artes - Teatro e pós-graduado em Filosofia e Artes. Foi chamado de "um intérprete potente e generoso" pelo jornal La Nación, de Buenos Aires.
Possui formação por: Teatro Municipal de Zárate, Buenos Aires, Universidad Nacional de las Artes, em Buenos Aires, Faculdade Paulista de Artes, em São Paulo, e SP Escola de Teatro, em São Paulo.

## Televisão
Chuteira Preta, direção: Paulo Nascimento (Brasil, 2018, série do Prime Box Brazil e streaming Amazon)
Toda Forma de Amor, direção: Bruno Barreto (Brasil, 2018, série do Canal Brasil)
Manual para se Defender de Aliens, Ninjas e Zumbis, direção: André Moraes (Brasil, 2017, série da Warner)

## Cinema
Águas Selvagens (Agua dos Porcos na Argentina), direção: Roly Santos (Argentina-Brasil, 2020, longa)
'30 Anos Blues, direção: Andradina Azevedo e Dida Andrade (Brasil, 2020, longa)
Ressuscita-me: A luta vive direção: Coletivo Atos da Mooca (Brasil, 2017, longa super 8). Participação no  4° Super Off - Festival Internacional de Cinema Super 8 de São Paulo, 2017.
Apto420 diretor: Dellani Lima (Brasil, 2017, longa). Participação no 12º Festival de Cinema Latino-Americano de São Paulo, 2017.
Baile de Formatura diretor: Lufe Steffen (Brasil, 2016, media). 
Saída de Emergência diretor: Mauro Silva (Brasil, 2016, curta). Melhor direção e Melhor produção no 8º Mostra Buena Noche. 
Divã a Dois diretor: Paulo Fontenelle (Brasil, 2015, longa).
Decisões diretor: Stefan Radkowski e Carolina Kiminami (Brasil, 2012, curta).
Pompeya diretora: Tamae Garateguy (Argentina, 2012, longa). Melhor Filme Argentino do Festival Internacional de Cinema de Mar Del Plata de 2010, participação nos festivais de Varsóvia, La Plata, Florianópolis, Belo Horizonte.
Las Pistas diretor: Sebastián Lingiardi (Argentina, 2010, longa). Melhor filme de diretor estreante no Festival de Cinema Internacional de Marselha, França, e melhor fotografia no Festival Internacional de Cinema Independente de Buenos Aires (BAFICI).
Humahuaca 70 diretora: Tamae Garateguy (Argentina, 2008, curta).
Triste Final (Argentina, 2008, curta)
Incómodos, diretor: Mauro Ramírez (Argentina, 2006, curta)
Puto diretor: Pablo Oliverio (Argentina, 2005, longa). Melhor filme eleito pelo público no Festival Internacional de Cinema Independente de Buenos Aires (BAFICI). Estreia comercial julho 2017.
Arribada (Argentina, 2004, curta)
Espejados (Argentina, 2003, curta)

## Teatro
Depois Daquela Noite, de Carlos Fernando Barros, direção de Eduardo Martini. Personagem: Rafael. Teatro Viradalata, São Paulo, 2018.
Transex, texto e direção de Rodolfo García Vázquez. Personagem: Phedra de Córdoba. Espaço dos Satyros Um, São Paulo, 2018.
Diga Que Você Já me Esqueceu, texto e direção de Dan Rosseto. Personagem: Dona Querubina. Teatro Viradalata, São Paulo, 2018
Angel, texto Vitor de Oliveira e Carlos Fernando Barros, direção Eduardo Martini. Personagem: Angel. Teatro Itália, São Paulo, 2017, e Teatro João Caetano, São Paulo, 2018
Enquanto as Crianças Dormem, direção Dan Rosseto. Personagem: Stanley. Teatro Aliança Francesa SP e Teatro Viradalata, São Paulo 2017.
Quatro por Quatro, de Lucas Mayor, direção de Mauro Baptista Vedia, assistência de direção, Ciclo em cena, Cemitério de Automóveis, São Paulo, 2017. 
M.U.R.S., de La Fura dels Baus (Espanha) Integrante do elenco brasileiro na temporada no Ginásio Ibirapuera, São Paulo, 2016.
Entrevista com Phedra, de Miguel Arcanjo Prado. Direção. Festival Satyrianas, 2016. Estreia oficial em 2019 [espetáculo vencedor do Prêmio Nelson Rodrigues; codireção com Robson Catalunha].
Dark Room, de Mario Viana, direção Aimar Labaki. Assistência de direção. Teatro Augusta, São Paulo, 2016.
Hermanas son las Tetas, Texto e direção. Festival Satyrianas, 2014, SP Escola de Teatro, São Paulo, 2015, e Festival de Teatro de Curitiba, 2016, com participação especial da Selvática Ações Artísticas.
América Vizinha, direção Juliana Sanches. Personagem: Carlos Gardel  e Diego Rivera. Temporada em outubro e novembro de 2014 na sede do Grupo XIX na Vila Maria Zélia, São Paulo. Contemplado pelo edital PROAC – Primeiras Obras, fez circulação do espetáculo em cidades do interior e capital paulista durante 2015.
Hairspray – O Musical. Direção de André Latorre. Teatro Ruth Escobar, São Paulo, 2014.
Pouco Amor Não É Amor, direção de Marcelo Braga (baseada em Nelson Rodrigues). Teatro Ruth Escobar. São Paulo, 2013.
Otto, direção de Aline Negra Silva. Texto de Marco Keppler. Festival Satyrianas, São Paulo, 2013.
Contra o Jazz, texto de Viviane Roesil. Festival Satyrianas, São Paulo, 2013.
Noir, autopeça de Afonso Lima. Festival Satyrianas, São Paulo, 2013.
Cabaret, O Musical, direção de André Latorre. Personagem: Ernest Ludwig. Teatro Ruth Escobar e Espaço Cia. do Pássaro. São Paulo, 2013-2014.
Frágil, direção de Miguel Forza de Paul. Centro Cultural Borges, Buenos Aires, 2008.
La Banalidad, direção de Adrián Galo Ontivero. Espaço Silencio de Negras, Buenos Aires, 2005-2006.
Tan Callando, direção de Martín Otero. La Colada Teatro, Buenos Aires, 2004-2005.
LVR Un Musical Pop, direção de Nicolás Pérez Costa. El Ombligo de la Luna, Buenos Aires, 2003.
Eventualmente: Acontecimento Teatral Incerto, direção de Manuel Mendez e Martín Otero. Casa Azul, Buenos Aires, 2001-2002.
Delirio a Duo, com direção de Luis Enrique Pacheco. Teatro La Clac, Buenos Aires, 1999.
La Noche de los Asesinos, direção de Luis Enrique Pacheco. Teatro Coliseo, Zárate, Argentina, 1997.

## Videoclipes
Vá se Benzer. Preta Gil e Gal Costa. Brasil, 2017.
Coração Vazio. Clipe da banda Capital Inicial, Brasil, 2015 